# Црква Светог великомученика Прокопија у Тишчи
Црква Светог великомученика Прокопија у Тишчи, насељеном месту на територији општине Шековићи, припада Епархији зворничко–тузланској Српске православне цркве.

## Историјат
Црква Светог великомученика Прокопија у Тишчи је једнобродни храм димензија 14×8 метара. Градња је започета 1995. године према пројекту Зорана Дракулића из Власенице, завршена је 2001. године када га је освештао епископ зворничко-тузлански Василије Качавенда. Живопис у лађи цркве и припрати је радио 2003. године Петар Билић из Београда, а олтар је осликао 2008. године Срђан Бркушанин из Краљева. Столарске радове на иконостасу од липовог дрвета је урадио Васо Зекић из Власенице, а дуборез протонамјесник Бојан Гојковић из Тишче. Иконе на иконостасу је осликао Живорад Илић из Лознице. Тишчанску парохију чине насеља Тишча, Трново, Врело, Драгасевац, Грабовица, Доле, Кљештани, Јаковице и Јевтићи.